# Vyond
Vyond (anciennement GoAnimate jusqu'en 2018) est une plate-forme basée sur le cloud pour faire des vidéos d'affaires animées.

## Caractéristiques
Vyond permet aux utilisateurs de développer à la fois des vidéos narratives dans lesquelles les personnages parlent avec lip-sync et se déplacent, et des présentations vidéos dans lesquelles un narrateur voix off parle sur les images et les accessoires qui peuvent aussi se déplacer.
Vyond fournit aux utilisateurs des outils glisser-déposer qui peuvent être utilisés pour accéder à des milliers de modèles de personnages, des décors et d'autres éléments pour créer des vidéos basées sur des scénarios - comme les vidéos politiques qui ont été utilisés lors de la campagne présidentielle de 2012.
Les chercheurs et les étudiants utilisent aussi le produit pour combiner des fichiers audios de moments historiques avec des reconstitutions animées.
GoAnimate est écrit en ActionScript 3.0, en utilisant Adobe Flash.

## Histoire

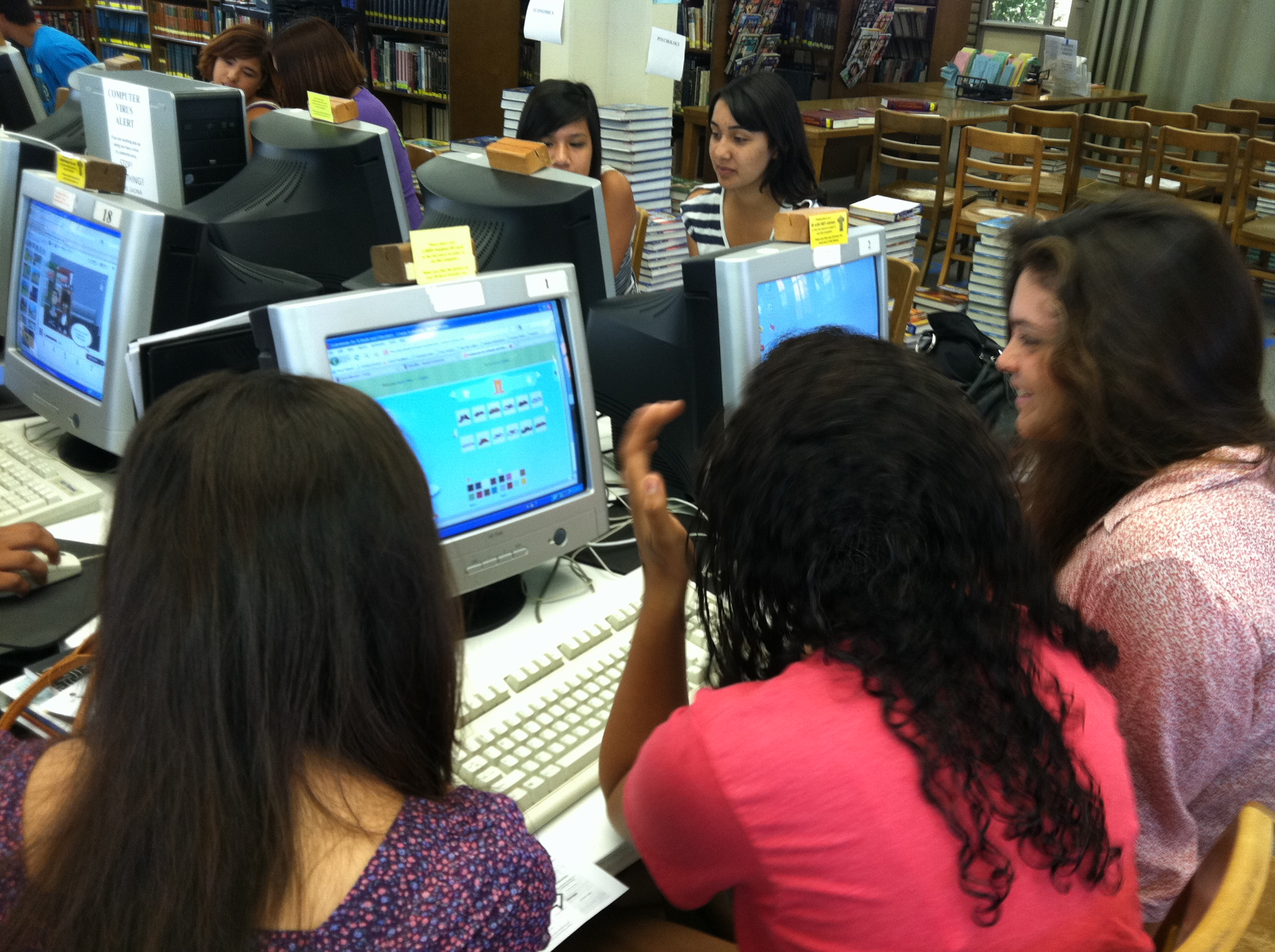
Personnes utilisant GoAnimate dans une bibliothèque informatique.

GoAnimate a été fondée en 2007 par Alvin Hung,. La compagnie est née de la volonté de Hung de créer une histoire animée pour sa femme, un jeu qui a évolué pour devenir un outil de production de vidéo d'animation.
En février 2015, GoAnimate a collaboré avec Wix pour faire une application de production de vidéo pour son service de création de sites web.
Le 6 mai 2018, GoAnimate devient Vyond et utilise HTML5 au lieu d'Adobe Flash, cependant, GoAnimate for Schools n'est pas affecté par ce changement de nom mais l'achat de licences se termine le 6 mai 2018 tendis que son support le 30 juin 2019 à cause de l’obsolescence d'Adobe Flash.

## Accueil
Malgré une grande popularité, Vyond a reçu beaucoup de critiques négatives, principalement à cause d'un manque de fonctionnalités et de l'usage simple du produit. En 2011, l'animateur du web britannique Harry Partridge (en) sort une parodie appelé "Go Animate! - An Animation Revolution". Il critique le site de ne pas avoir de contenu lié à l'animation, et d'être simplement un site de glisser-déposer, en ajoutant que cela limite ce qu'on peut créer avec son imagination contrairement aux logiciels plus avancés comme Flash.
Ces vidéos sont souvent faites dans un but humoristique, alors que les systèmes de synthèse vocale utilisés par Vyond n'arrivent pas à reconnaître certains grands nombres utilisés dans ces vidéos (ils épellent chaque chiffre au lieu de prononcer le nombre normalement), et les onomatopées comme des rires ou des pleurs sont lues littéralement, plutôt que comme des expressions.
Ce système s'arrête partiellement en octobre 2015 à cause de l'arrivée de l'HTML5 provoquant le retrait des thèmes comiques incluant, Comedy World, Lil Peepz', Cartoon Classics, Anime, entre autres, en raison de l’incompatibilité de l'HTML5 pour utiliser ces anciens thèmes.
Ce n'est qu'en juillet 2019 que Vyond annonce que le Legacy Video Maker cessera d'exister en décembre 2019 après la fin de vie de Flash Player. Cette annonce entraîne le retrait permanent de tous les thèmes à but non politique et donc la fin de l'utilisation de ces thèmes par la communauté ayant déclenché ce Phénomène Internet.